# Lawrence Stroll
Lawrence Stroll (* 11. Juli 1959 in Montreal als Lawrence Sheldon Strulovitch) ist ein kanadischer Manager, Multimilliardär und einer der Eigentümer des Formel-1-Rennstalls Aston Martin F1.

## Leben
Lawrence Stroll hat jüdische Vorfahren und wurde in Montreal geboren. Er ist verheiratet und sein Sohn ist Formel-1-Fahrer Lance Stroll. Außerdem hat er eine Tochter Chloe Stroll.
Er begann als einer der ersten, Kleidung der Marken Pierre Cardin und Ralph Lauren nach Kanada zu bringen, zudem investierte er zusammen mit dem aus Hong Kong stammenden Silas Chou in die Firmen Tommy Hilfiger, Michael Kors und Asprey & Garrard.
Lawrence Stroll ist ein großer Rennsport-Fan und war Eigentümer des Circuit Mont-Tremblant in den Laurentinischen Bergen in der kanadischen Provinz Québec.
Das Vermögen von Lawrence Stroll wird von Forbes auf 3,2 Milliarden US-Dollar geschätzt, damit soll er zu den 1000 reichsten Menschen der Welt gehören. Anfang der 2010er Jahre zog die Familie von Kanada in die Schweiz, damit sein Sohn Lance Stroll an seiner Karriere als Rennfahrer arbeiten konnte. Stroll sammelt historische Autos der Marke Ferrari, ein Auto erwarb er für den Spitzenpreis von 27,5 Millionen US-Dollar.

## Engagement in der Formel 1
Nachdem während der laufenden Saison 2018 das Team Force India Insolvenz anmelden musste, leitete Lawrence Stroll ein Konsortium, das neue Finanzmittel für den insolventen Rennstall bereitstellte, so dass er unter dem Namen Racing Point Force India weiterhin an der Saison teilnehmen konnte. 2019 nahm das Team dann unter dem Namen Racing Point F1 Team an der Meisterschaft teil, Strolls Sohn Lance wurde zudem als einer der beiden Fahrer verpflichtet. Die Saison konnte man als Siebter in der Konstrukteurswertung abschließen, wie schon im Jahr zuvor.
Anfang Januar 2020 wurden Medienberichte veröffentlicht, nach denen Lawrence Stroll mit 182 Millionen Pfund einen Anteil von 16,7 % am Automobilhersteller Aston Martin  erworben hat, der Name des Formel-1-Teams wurde anschließend in Aston Martin F1 Team geändert. In diesen Rennstall investiert auch der Teamchef des Mercedes-Rennstalls, Toto Wolff, einen Anteil von 0,95 %.